# Salvatore Baccaro
Salvatore Baccaro est un acteur italien, né le 6 mai 1932 à Roccamandolfi (Molise) et mort le 3 octobre 1984 à Novare (Piémont). Il est connu pour son apparence physique particulière causée par l'acromégalie.

## Biographie
Originaire de Roccamandolfi, dans la province d'Isernia, dans le Molise Salvatore Baccaro déménage avec ses parents à Rome alors qu'il est enfant. Exerçant l'activité de fleuriste ambulant près des studios Incir De Paolis, situés près de la via Tiburtina, à Rome, il fut remarqué puis embauché, à la fin des années soixante, pour son apparence physique particulière : déformé, trapu , visage animal caractérisé par un front saillant, un nez plat, des mains aux doigts énormes. Il souffrait d'acromégalie. Cependant, c'est précisément son physique, combiné à une convivialité indéniable et à un caractère bon et gentil qui lui a ouvert de manière inattendue les portes du cinéma.

## Filmographie
- 1970 : Seule contre la mafia de Damiano Damiani
- 1971 : ...e lo chiamarono Spirito Santo de Roberto Mauri
- 1972 : Uomo avvisato mezzo ammazzato... parola di Spirito Santo de Giuliano Carnimeo
- 1972 : Le Grand Duel de Giancarlo Santi
- 1972 : Salomè de Carmelo Bene
- 1972 : Les Pages galantes de l'Arétin (Le notti peccaminose di Pietro l'Aretino) de Manlio Scarpelli
- 1972 : Le mille e una notte... e un'altra ancora! d'Enrico Bomba
- 1972 : Et maintenant, on l'appelle El Magnifico d'Enzo Barboni
- 1972 : Jesse & Lester: Due fratelli in un posto chiamato Trinità, de Renzo Genta
- 1972 : Decameron n° 2: Le altre novelle del Boccaccio de Mino Guerrini
- 1972 : I due figli di Trinità d'Osvaldo Civirani
- 1972 : Il gatto di Brooklyn aspirante detective d'Oscar Brazzi
- 1972 : Les anges mangent aussi des fayots d'Enzo Barboni
- 1972 : Spirito Santo e le 5 magnifiche canaglie de Roberto Mauri
- 1973 : Le favolose notti d'Oriente de Mino Guerrini
- 1973 : Cinq Jours à Milan de Dario Argento
- 1973 : Le Château de l'horreur de Dick Randall
- 1973 : Quatre Zizis au garde à vous (4 marmittoni alle grandi manovre) de Marino Girolami
- 1973 : Quant'è bella la Bernarda, tutta nera, tutta calda de Lucio Giachin
- 1974 : La Révolte des gladiatrices (The Arena) de Steve Carver
- 1974 : Scusi eminenza... posso sposarmi? de Salvatore Bugnatelli
- 1974 : Farfallon (en) de Riccardo Pazzaglia
- 1974 : Même les anges tirent à droite d'Enzo Barboni
- 1974 : Mondo candido de Gualtiero Jacopetti et Franco Prosperi
- 1975 : Les Frissons de l'angoisse de Dario Argento
- 1975 : Qui comincia l'avventura de Carlo Di Palma
- 1975 : Un urlo dalle tenebre de Franco Lo Cascio
- 1975 : L'esorciccio de Ciccio Ingrassia
- 1975 : L'educanda de Franco Lo Cascio
- 1975 : Salon Kitty de Tinto Brass
- 1975 : 40 gradi all'ombra del lenzuolo de Sergio Martino
- 1975 : Cassiodoro il più duro del pretorio d'Oreste Coltellacci
- 1976 : Spogliamoci così, senza pudor de Sergio Martino
- 1976 : La vergine, il toro e il capricorno, de Luciano Martino
- 1976 : Emanuelle in America de Joe D'Amato
- 1976 : Remo e Romolo: Storia di due figli di una lupa de Mario Castellacci et Pier Francesco Pingitore
- 1977 : Hôtel du plaisir pour SS de Bruno Mattei
- 1977 : Holocauste nazi (Armes secrètes du IIIe Reich) (La Bestia in calore) de Luigi Batzella
- 1977 : Von Buttiglione Sturmtruppenführer de Mino Guerrini
- 1977 : Qui sera tué demain ? (Il mostro) de Luigi Zampa
- 1978 : La soldatessa alle grandi manovre de Nando Cicero
- 1978 : Starcrash : Le Choc des étoiles de Luigi Cozzi
- 1978 : Squadra antigangsters de Bruno Corbucci
- 1979 : Sabato, domenica e venerdì de Castellano et Pipolo
- 1979 : La liceale, il diavolo e l'acquasanta de Nando Cicero
- 1980 : Il casinista (en) de Pier Francesco Pingitore
- 1980 : Il pap'occhio de Renzo Arbore
- 1980 : Sucre, Miel et Piment de Sergio Martino
- 1980 : Uno contro l'altro, praticamente amici de Bruno Corbucci
- 1981 : Caligula et Messaline de Joe D'Amato
- 1981 : Pierino contro tutti de Marino Girolami
- 1981 : Pierino, médecin de la Sécurité sociale de Giuliano Carnimeo
- 1982 : Il tifoso, l'arbitro e il calciatore (en) de Pier Francesco Pingitore
- 1982 : Pierino colpisce ancora (en) de Marino Girolami
- 1982 : Ator l'invincibile de Joe D'Amato
- 1983 : Sfrattato cerca casa equo canone de Pier Francesco Pingitore
- 1984 : Se tutto va bene siamo rovinati de Sergio Martino
- 1984 : Tutti dentro d'Alberto Sordi
- 1984 : Le Bon Roi Dagobert de Dino Risi